# Trofeo de Campeones de la Superliga Argentina 2019
Il Trofeo de Campeones de la Superliga Argentina 2019, noto per motivi di sponsorizzazione come Trofeo de Campeones «Autoahorro VW» 2019 è stata la prima edizione di questa coppa argentina.
Si è tenuta in gara unica allo Stadio José María Minella di Mar del Plata il 14 dicembre 2019 e ha visto contrapposti i campioni argentini del Racing Club contro i vincitori della Copa de la Superliga del Tigre.
La finale è stata vinta dal Racing ai per 2-0, che ha conquistato il titolo per la prima volta nella sua storia.

## Tabellino
| Arbitro: | Fernando Rapallini |

|                |           |  |
| Rojas 30’, 43’ | Marcatori |  |

| Racing | Tigre |

|                 |    |                    |     |     |
|                 |    |                    |     |     |
| P               | 1  | Gabriel Arias      |     |     |
| D               | 4  | Iván Pillud        |     |     |
| D               | 23 | Nery Domínguez     | 63’ |     |
| D               | 2  | Alejandro Donatti  |     |     |
| D               | 5  | Eugenio Mena       | 23’ |     |
| C               | 21 | Marcelo Díaz       |     |     |
| C               | 32 | Walter Montoya     |     | 84’ |
| C               | 28 | Matías Zaracho     | 36’ | 74’ |
| C               | 10 | Matías Rojas       |     |     |
| A               | 20 | Darío Cvitanich    | 78’ | 80’ |
| A               | 9  | Jonathan Cristaldo |     |     |
| A disposizione: |    |                    |     |     |
| P               | 13 | Javier García      |     |     |
| D               | 3  | Alexis Soto        |     |     |
| C               | 6  | Lucas Orbán        |     | 80’ |
| C               | 11 | David Barbona      |     |     |
| C               | 16 | Mauricio Martínez  |     | 74’ |
| A               | 15 | Lisandro López     |     | 84’ |
| A               | 29 | Nicolás Reniero    |     |     |
| Allenatore:     |    |                    |     |     |
| Eduardo Coudet  |    |                    |     |     |

|                 |    |                       |          |     |
|                 |    |                       |          |     |
| P               | 23 | Gonzalo Marinelli     |          |     |
| D               | 17 | Matías Pérez Acuña    | 45’      |     |
| D               | 2  | Ezequiel Rodríguez    |          | 84’ |
| D               | 19 | Gerardo Alcoba        |          |     |
| D               | 3  | Néstor Moiraghi       |          |     |
| D               | 20 | Lucas Rodríguez       | 79’      |     |
| C               | 21 | Sebastián Prediguer   | 34’, 70’ |     |
| C               | 27 | Agustín Cardozo       |          | 62’ |
| C               | 14 | Walter Montillo       | 88’      |     |
| A               | 10 | Diego Alberto Morales | 72’      | 74’ |
| A               | 9  | Emanuel Dening        | 12’      |     |
| A disposizione: |    |                       |          |     |
| P               | 12 | Marco Wolff           |          |     |
| C               | 5  | Fabricio Domínguez    |          |     |
| C               | 8  | Martín Galmarini      |          |     |
| C               | 22 | Jorge Ortiz           |          | 74’ |
| C               | 31 | Maxi Rodríguez        |          |     |
| A               | 7  | Carlos Luna           |          | 62’ |
| A               | 11 | Jonathan Ramis        |          | 84’ |
| Allenatore:     |    |                       |          |     |
| Néstor Gorosito |    |                       |          |     |